# Jingo
Jingo est une revue de petit format de l'éditeur Jeunesse et Vacances qui a eu 19 numéros de février 1977 à août 1981 (+6 reliures de 3 numéros, le N°19 n'étant pas relié). Trimestriel de 132 pages jusqu'au N°13, puis 100 pages jusqu'à la fin.

## Les Séries
- Billy Rock (Renzo Barbieri & Sandro Angiolini)
- Cactus (Alberico Motta)
- Jingo (Ennio Missaglia & Ivo Pavone)
- Le Californien
- Safari avec Bill Holden (Claudio Nizzi & Renato Polese (?))
- Winetou